# Вежа CITIC
CITIC Plaza  — третій за висотою хмарочос в Китаї, розташований в Гуанчжоу. Висота 80-поверхового хмарочосу становить 321.9 метрів, з урахування двох шпилів розташованих на даху висота становить 391.1 метр. На момент здачі в експлуатацію у 1997 році він був найвищим хмарочосом Китаю та Азії; і третім за висотою хмарочосом у світі після Вілліс Тауер в Чикаго, та Всесвітнього торгового центру у Нью-Йорку. На сьогодні він є третім за висотою хмарочосом Китаю, шостим в Азії та сьомим у світі.